# Горячев Федір Степанович
Федір Степанович Горячев (нар. 24 вересня 1905, село Полібіно Алатирського повіту Симбірської губернії, тепер Порецького району Чувашії, Російська Федерація — 9 листопада 1996, місто Москва) — радянський діяч, 1-й секретар Тюменського, Калінінського і Новосибірського обласних комітетів КПРС. Депутат Верховної Ради Російської РФСР 2—3-го скликань. Депутат Верховної Ради СРСР 4—9-го скликань. Член ЦК КПРС у 1952—1981 роках. Герой Соціалістичної Праці (1.12.1972).

## Біографія
Народився в селянській родині. У 1924 році закінчив Порецьку дослідно-показову школи ІІ-го ступеня. У 1924—1925 роках — студент Казанського ветеринарного інституту, навчання не закінчив.
У 1925—1926 роках — політпросвітянин, секретар базового осередку комсомолу села Порецька. У 1926 році — секретар Порецького волосного комітету комсомолу, голова політико-просвітнього комітету виконавчого комітету Порецької волосної ради Ульяновської губернії.
У жовтні 1926 — листопаді 1927 року — завідувач відділу агітації і пропаганди, заступник відповідального секретаря Алатирського повітового комітету комсомолу (ВЛКСМ) Чуваської АРСР.
Член ВКП(б) з 1927 року.
У листопаді 1927 — серпні 1928 року — відповідальний секретар Алатирського повітового комітету ВЛКСМ Чуваської АРСР.
У вересні 1928 — вересні 1930 року — викладач, завідувач залізничної школи-дев'ятирічки в місті Алатир Чуваської АРСР.
У вересні 1930 — лютому 1934 року — студент Московського гірничого інституту, навчання не закінчив.
У лютому 1934 — січні 1935 року — помічник начальника політичного відділу із комсомолу Моторної машинно-тракторної станції (МТС) Башкирської АРСР.
У січні 1935 — вересні 1936 року — 1-й секретар Іглінського районного комітету ВЛКСМ Башкирської АРСР.
У вересні 1936 — квітні 1937 року — голова виконавчого комітету Іглінської районної ради депутатів трудящих Башкирської АРСР.
У вересні 1937 — січні 1938 року — 1-й секретар Іглінського районного комітету ВКП(б) Башкирської АРСР.
У січні — квітні 1938 року — в.о. 1-го секретаря Альшеєвського районного комітету ВКП(б) Башкирської АРСР.
У квітні — грудні 1938 року — завідувач сільськогосподарського відділу Башкирського обласного комітету ВКП(б).
У грудні 1938 — лютому 1939 року — слухач Вищої школи партійних організаторів при ЦК ВКП(б).
У лютому — березні 1939 року — завідувач сільськогосподарського відділу Організаційного бюро ЦК ВКП(б) по Пензенській області.
У березні 1939 — 1940 року — 3-й секретар Пензенського обласного комітету ВКП(б). У 1940 — червні 1943 року — 2-й секретар Пензенського обласного комітету ВКП(б).
У червні 1943 — вересні 1945 року — слухач Вищої школи партійних організаторів при ЦК ВКП(б).
У вересні 1945 — грудні 1951 року — 2-й секретар Тюменського обласного комітету ВКП(б).
22 грудня 1951 — грудень 1955 року — 1-й секретар Тюменського обласного комітету ВКП(б) (КПРС).
У грудні 1955 року — інспектор ЦК КПРС.
28 грудня 1955 — 24 січня 1959 року — 1-й секретар Калінінського обласного комітету КПРС.
17 січня 1959 — січень 1963 року — 1-й секретар Новосибірського обласного комітету КПРС.
14 січня 1963 — 22 грудня 1964 року — 1-й секретар Новосибірського сільського обласного комітету КПРС.
22 грудня 1964 — 19 грудня 1978 року — 1-й секретар Новосибірського обласного комітету КПРС.
Указом Президії Верховної Ради СРСР від 1 грудня 1972 року за великі заслуги із мобілізації трудящих на виконання державних планів Горячеву Федору Степановичу присвоєно звання Героя Соціалістичної Праці з врученням ордена Леніна і золотої медалі «Серп і Молот».
З грудня 1978 року — персональний пенсіонер союзного значення в Москві.
Помер 9 листопада 1996 року. Похований на Хованському цвинтарі в Москві.

## Нагороди і звання
- Герой Соціалістичної Праці (1.12.1972)
- п'ять орденів Леніна (23.09.1955, 23.09.1965, 25.10.1971, 1.12.1972, 1.12.1977)
- орден Жовтневої Революції (23.09.1975)
- орден Трудового Червоного Прапора (11.01.1957)
- орден Дружби народів (23.09.1985)
- медаль «За трудову доблесть»
- медалі